# Zofia Kaczorowska
Zofia Kaczorowska (ur. 11 września 1902 w Warszawie, zm. 11 lutego 1993 tamże) – polska klimatolog, doktor habilitowany.

## Życiorys
W 1932 r. doktoryzowała się na podstawie pracy zatytułowanej Przyczyny meteorologiczne letnich wezbrań Wisły, w 1961 r. otrzymała habilitację za rozprawę Opady w Polsce w przekroju wieloletnim. Pracowała na stanowisku docenta w Zakładzie Klimatologii IG Uniwersytetu Warszawskiego.

## Odznaczenia i wyróżnienia
- Krzyż Kawalerski Orderu Odrodzenia Polski[1]
- Indywidualna Nagroda II stopnia Ministra Nauki i Szkolnictwa Wyższego[1]
- Złota Odznaka Związku Nauczycielstwa Polskiego[1]
- Medal Komisji Edukacji Narodowej[1]